# عرناسيات
العُرناسيات أو القرازينات (الاسم العلمي: Cracoidea) هي فيلق من الطيور يتبع رتبة الدجاجيات من طائفة الطيور.

## فصائل
يحتوي هذا الفيلق على فصيلة وحيدة هي:
- القرازية